# Рей-Бан
„Рей-Бан“ е марка слънчеви и диоптрични очила, създадена през 1937 г. от американската компания „Бауш & Ломб“. Марката е известна със своите модели слънчеви очила „Уейфеърър“ и „Авиейтър“. През 1999 г. „Бауш & Ломб“ продава марката на италианската „Луксотика“ за 640 милиона долара.